# Kleine-Antillen-Schleiereule
Die Kleine-Antillen-Schleiereule (Tyto insularis) ist eine Art aus der Gattung der Schleiereulen, die in zwei Unterarten nur auf den Kleinen Antillen vorkommt. Sie galt lange als eine Unterart der Schleiereule, wird aber in jüngerer Literatur als eigenständige Art angesehen. Auf den Kleinen Antillen ist sie noch weit verbreitet, aber als endemische Art ist ihr Bestand besonders gefährdet durch Lebensraumvernichtung und die Verwendung von Pestiziden. Über ihre Lebensweise ist nur wenig bekannt, die wesentlichen Verhaltensmerkmale entsprechen aber denen der Schleiereule.

## Merkmale
Die Kleine-Antillen-Schleiereule gleicht der Schleiereule, ist aber deutlich dunkler und kleiner als die Amerikaschleiereule. Die Körpergröße variiert zwischen 27 und 33 Zentimetern; das Gewicht liegt bei durchschnittlich 260 Gramm. Die Beine sind lang und haben Federn, die fast bis zu den Zehen reichen. Dabei sind die Federn am unteren Ende der Beine eher borstig als weich gefiedert. Die Körperoberseite und die Flügel sind dunkelgrau überhaucht und weisen feine, weiße Flecken auf. 
Die Art bewohnt überwiegend offenes Land, das mit Bäumen und Sträuchern locker bestanden ist. 
Die Nominatform ist Tyto insularis insularis; sie kommt auf mehreren Inseln der Kleinen Antillen vor. Die Unterart T. i. nigrescens ist auf die Insel Dominica der Kleinen Antillen begrenzt. Über die Fortpflanzungsbiologie ist nur sehr wenig bekannt. Gelege wurden bislang im September gefunden. Jungvögel hat man im Monat April auf Dominica beobachtet.

## Einzelbelege
1. ↑   König et al., S. 209
2. ↑   König et al., S. 214